# 44プロダクション
株式会社44プロダクション(よんよんプロダクション)は、日本の芸能事務所である。2016年創業。

## 概要
元々サンミュージックプロダクションに所属していたYOSHIが立ち上げた芸能事務所であり、社名の『44』は『YOSHI』からきている。
2018年4月4日に株式会社44ぷろだくしょんから株式会社44プロダクションに変更した。

## 所属タレント

### 男性タレント
- YOSHI
- 斉藤祥太
- 斉藤慶太
- 水嶋ユウ
- 前迫潤哉
- 谷本貴義
- 佑⭐︎紀
- コヤッキーチャンネル
- 山崎武司

### 女性タレント
- 松本梨香
- 井上あずみ
- あみーぴー（グラビア占い師）
- MAI
- MIZUHO